# Нерівність переговорної сили
Нерівність переговорної сили у праві, економіці та соціальних науках стосується ситуації, коли одна сторона контракту, торгу чи угоди має більше та кращі альтернативи, ніж інша сторона. Це призводить до того, що одна сторона має більше повноважень, ніж інша, щоб відмовитися від угоди, і підвищує ймовірність того, що ця сторона отримає більш вигідні умови і надасть їй більше переговорної сили (оскільки вона має більше можливостей відмовитися від угоди). Вважається, що нерівність переговорної сили підриває свободу договору, що призводить до непропорційного рівня свободи між сторонами, і що це є місцем, де ринки зазнають фіаско.
Якщо переговорна сила постійно нерівна, концепція нерівності переговорної сили служить виправданням для включення обов'язкових умов до контрактів за законом або невиконання контракту судами.